# Михайлов, Сергей Павлович
Серге́й Па́влович Миха́йлов (13 июля 1963, Москва) — советский футболист, защитник.

## Биография
Футбольную карьеру начал в ЦСКА, за который так и не сыграл ни одного официального матча. Затем выступал за брянское «Динамо» во второй лиге.
Перед началом сезона 1985 перешёл в тульский «Арсенал». За шесть лет провёл 195 матчей, забил 10 голов. Некоторое время был капитаном команды.
В декабре 1990 года перешёл в люблинский «Мотор». В чемпионате Польши дебютировал 10 марта 1991 года в матче с ЛКС (2:0). Потеряв главного спонсора, «Мотор» по итогам сезона 1991/92 выбыл в первую лигу, а после сезона 1995/96 оказался во второй лиге. После этого Михайлов был вынужден совмещать футбол с работой. Защитник отыграл в команде восемь сезонов, провёл 170 встреч (4 мяча). Завершил игровую карьеру в 1997 году после перелома ноги.
В 2006 году сыграл одну встречу за резервистов «Мотора». В 2009—2013 годах выступал за любительские команды «Свидничанка» (Свидник-Малы) и ЛКС (Скробув).
В 2005 году вернулся в «Мотор» в качестве члена тренерского штаба и медицинского работника. В июле 2014 года был уволен из-за сложной финансовой ситуации.